# Gran Mancha Oscura

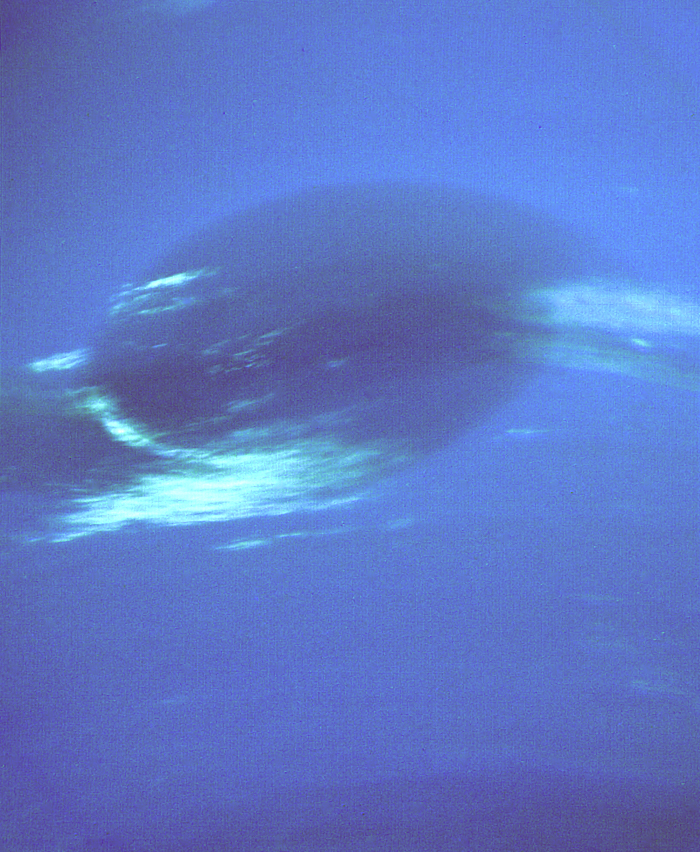
La Gran Mancha Oscura vista desde la sonda espacial Voyager 2.

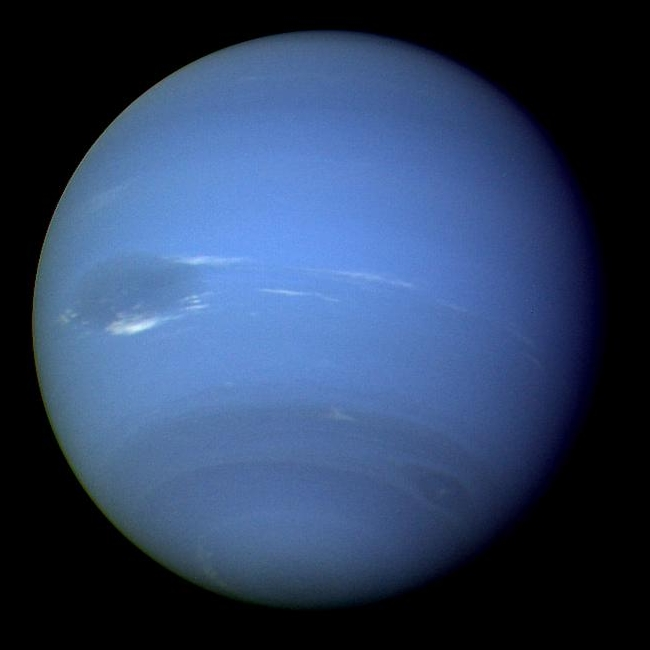
Imagen tomada por la Voyager 2 que muestra la Gran Mancha Oscura (a la izquierda) con nubes blancas de metano a su alrededor.

La Gran Mancha Oscura (también conocida como GDS, del inglés Great Dark Spot) fue una serie de manchas oscuras en Neptuno similares en apariencia a la Gran Mancha Roja de Júpiter. En 1989, la Gran Mancha Oscura fue la primera gran mancha observada en Neptuno por la sonda espacial Voyager 2 de la NASA. Al igual que la mancha roja de Júpiter, las Grandes Manchas Oscuras son tormentas anticiclónicas. Sin embargo, sus interiores están relativamente libres de nubes y, a diferencia de la mancha roja de Júpiter, que ha durado cientos de años, sus vidas parecen ser más cortas, formándose y disipándose una vez cada pocos años aproximadamente. Según las observaciones realizadas con la Voyager 2 y desde entonces con el Telescopio Espacial Hubble, Neptuno parece pasar algo más de la mitad de su tiempo con una Gran Mancha Oscura. Poco se sabe sobre los orígenes, movimiento y desaparición de las manchas oscuras observadas en el planeta desde 1989.

## Características
La Gran Mancha Oscura fue capturada por la sonda espacial Voyager 2 de la NASA en el hemisferio sur de Neptuno. La mancha oscura, de forma elíptica (con dimensiones iniciales de 13 000×6 600 kilómetros, era aproximadamente del mismo tamaño que la Tierra y era similar en apariencia general a la Gran Mancha Roja de Júpiter. La Gran Mancha Oscura de Neptuno ha demostrado la capacidad de desplazarse de norte a sur con el paso del tiempo. Alrededor de los bordes del planeta Durante la tormenta, se midieron vientos de hasta 2 100 kilómetros por hora, los más rápidos registrados en el sistema solar. Se cree que la Gran Mancha Oscura es un agujero en la capa de nubes de metano de Neptuno. La mancha se observó en diferentes momentos con diferentes tamaños y formas.
La Gran Mancha Oscura generó grandes nubes blancas en la capa de tropopausa o justo debajo de ella, similares a los cirros de gran altitud que se encuentran en la Tierra. Sin embargo, a diferencia de las nubes de la Tierra, que están compuestas de cristales de agua helada, los cirros de Neptuno están formados por cristales de metano congelado. Estas nubes de gran altitud se encuentran entre 50 y 100 kilómetros por encima de la capa de nubes principal. Mientras que los cirros normalmente se forman y luego se dispersan en un período de unas pocas horas, las nubes en la Gran Mancha Oscura todavía estaban presentes después de 36 horas (o dos rotaciones del planeta).
Se cree que las manchas oscuras de Neptuno ocurren en la troposfera a altitudes más bajas que las características más brillantes de la capa superior de nubes. Como son características estables que pueden persistir durante varios meses, se cree que son estructuras de vórtice.

## Desaparición

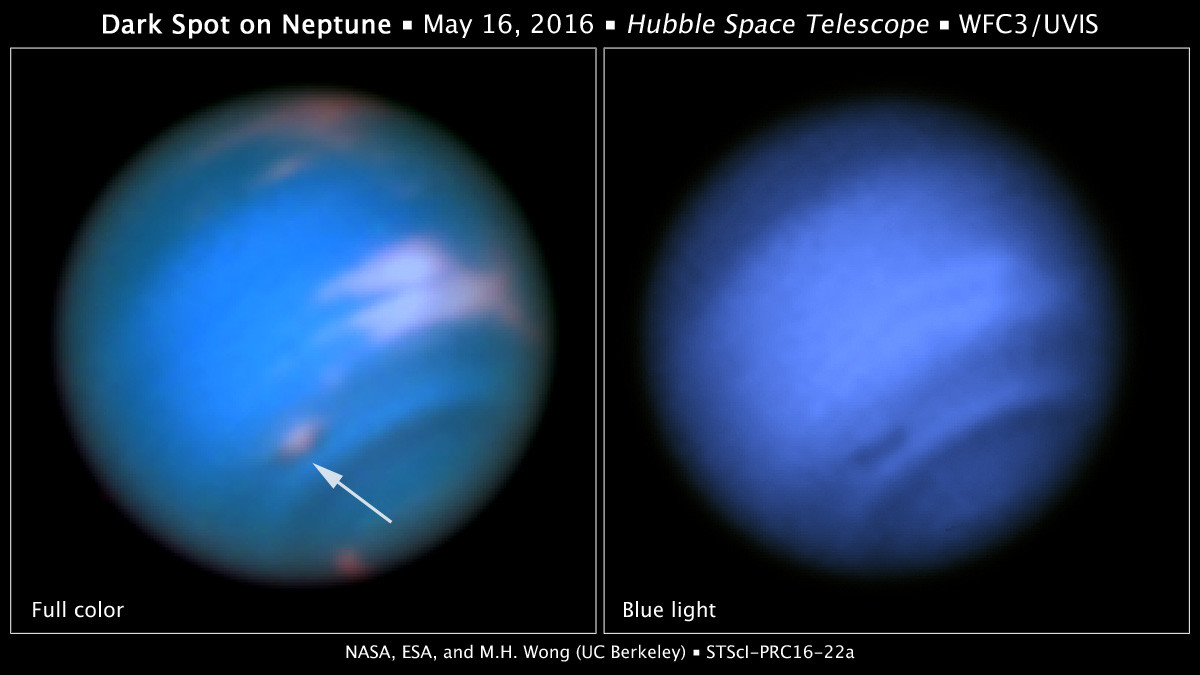
Mancha oscura en Neptuno en luz visible (izquierda) y en luz azul (derecha) en una fotografía de 2016.

Cuando el telescopio espacial Hubble volvió a fotografiar el lugar en noviembre de 1994, la mancha había desaparecido por completo, lo que hizo creer a los astrónomos que había sido cubierto o había desaparecido. La persistencia de las nubes compañeras muestra que algunas antiguas manchas oscuras pueden seguir existiendo como ciclones aunque ya no sean visibles como una característica oscura. Las manchas oscuras pueden disiparse cuando migran demasiado cerca del ecuador, o posiblemente a través de otros mecanismos desconocidos.

## Misiones propuestas
Se han propuesto dos ideas de misión a la NASA para visitar Neptuno en los próximos años. Trident se propuso en 2019 como misión de descubrimiento para visitar Neptuno y su satélite Tritón,
}} pero la NASA seleccionó dos misiones a Venus (DAVINCI y VERITAS) antes que Trident. Neptune Odyssey es un concepto de misión orbital insignia con objetivos similares a los de Trident y su fecha de lanzamiento está prevista para 2033. Estas misiones se centran principalmente en aprender más sobre Tritón, el satélite natural más grande de Neptuno, pero también tienen como objetivo obtener más información sobre la atmósfera de Neptuno. Nuevos descubrimientos sobre la composición y evolución de la atmósfera de Neptuno, a su vez, podrían ayudar a explicar cómo se forman las manchas oscuras del planeta.